# Norman Kirk
Norman Kirk, född den 6 januari 1923 i Waimate, South Canterbury, Nya Zeeland, död den 31 augusti 1974 i Wellington, Nya Zeeland, var en nyzeeländsk politiker och ledare för New Zealand Labour Party.

## Biografi
Kirk växte upp i ett fattigt hem och klarade sig illa i skolan som han lämnade redan vid 12 års ålder. Trots detta tyckte han om att läsa böcker och besökte ofta bibliotek där han studerade historia och geografi.
Efter att ha lämnat skolan hade han olika arbetet bl. a. som assisterande takmålare och järnvägsarbetare. Hans hälsa tog emellertid skada och vid inkallelsen till andra världskriget 1941 befanns han vara i för dåligt skick och frikallades från tjänstgöring.

### Politisk karriär
År 1943 gick Kirk med i Labourpartiets avdelning i Kaiapoi där han också byggde ett enkelt hus för sig och sin familj. Han blev aktiv i partiet och utsågs 1951 till ordförande för partiets valkommitté i Hurunui. År 1953 ledde han sitt parti till en överraskande seger i valet till Kaiapois lokala styrelse och blev den yngste borgmästaren i länet vid 30 års ålder. I januari 1958 lämnade han denna post och flyttade med familjen till Christchurch.
Efter en misslyckad kandidatur 1954, blev Kirk invald i parlamentet 1957 på en plats för Lyttelton som han innehade till 1969 då han tog över platsen för Sydenham, vilken han innehade till sin död.
Kirk avancerade inom labourpartiets hierarki och blev 1963 partiets vice ordförande för att 1964 ta över ordförandeposten. Ett år senare blev han labourpartiets gruppledare i parlamentet. I denna position var han oppositionsledare till 1972 då partiet kom i regeringsställning. Kirk blev då Nya Zeelands premiärminister och innehade detta ämbete till sin alltför tidiga död 1974. Hans parlamentsplats för Sydenham övertogs av sonen John Kirk.